# Coupe de Russie de football 2006-2007
Navigation
Coupe de Russie 2005-2006 Coupe de Russie 2007-2008
La Coupe de Russie 2006-2007 est la 15e édition de la Coupe de Russie depuis la dissolution de l'URSS.
Le Lokomotiv Moscou remporte la compétition face au FK Moscou et se qualifie pour le premier tour de la Coupe UEFA 2007-2008.
La compétition suivant un calendrier sur deux années, contrairement à celui des championnats russes qui s'inscrit sur une seule année, celle-ci se trouve de fait à cheval entre deux saisons de championnat ; ainsi pour certaines équipes promues ou reléguées durant la saison 2006, la division indiquée peut varier d'un tour à l'autre.

## Huitièmes de finale
| Club                          | Score         | Club                       | Aller   | Retour  |
| ----------------------------- | ------------- | -------------------------- | ------- | ------- |
| FK Rostov (D1)                | 4 - 1         | (D1) Rubin Kazan           | 3 - 1   | 1 - 0   |
| Torpedo Moscou (D2)           | 0 - 1         | (D2) Dinamo Briansk        | 0 - 1   | 0 - 0   |
| CSKA Moscou (D1)              | 0 - 2         | (D1) Krylia Sovetov Samara | 0 - 0   | 0 - 2   |
| FK Moscou (D1)                | 6 - 2         | (D1) Amkar Perm            | 3 - 0   | 3 - 2   |
| Dinamo Makhatchkala (D4)      | 0 - 3 forfait | (D1) Lokomotiv Moscou      | forfait | forfait |
| Dynamo Moscou (D1)            | 2 - 1         | (D1) Tom Tomsk             | 2 - 0   | 0 - 1   |
| Spartak Moscou (D1)           | 4 - 1         | (D1) Sibir Novossibirsk    | 1 - 0   | 3 - 1   |
| Zénith Saint-Pétersbourg (D1) | 2 - 1         | (D1) Saturn Ramenskoïe     | 1 - 0   | 1 - 1   |

## Quarts de finale
| Club                          | Score | Club                       | Aller | Retour |
| ----------------------------- | ----- | -------------------------- | ----- | ------ |
| FK Rostov (D1)                | 1 - 2 | (D2) Dinamo Briansk        | 1 - 2 | 0 - 0  |
| FK Moscou (D1)                | 5 - 2 | (D1) Krylia Sovetov Samara | 3 - 2 | 2 - 0  |
| Dynamo Moscou (D1)            | 1 - 4 | (D1) Lokomotiv Moscou      | 1 - 0 | 0 - 4  |
| Zénith Saint-Pétersbourg (D1) | 2 - 3 | (D1) Spartak Moscou        | 1 - 2 | 1 - 1  |

## Demi-finales
| Club                  | Score | Club                | Aller | Retour |
| --------------------- | ----- | ------------------- | ----- | ------ |
| Dinamo Briansk (D2)   | 1 - 2 | (D1) FK Moscou      | 1 - 1 | 0 - 1  |
| Lokomotiv Moscou (D1) | 5 - 1 | (D1) Spartak Moscou | 3 - 0 | 2 - 1  |

## Finale
| ·               |                   |      |
| Titulaires :    |                   |      |
|                 |                   |      |
| 30              | Yuri Zhevnov      |      |
| 2               | Dmitri Godounok   |      |
| 14              | Kirill Nababkine  |      |
| 22              | Oleg Kouzmine     |      |
| 24              | Mariusz Jop       |      |
| 3               | Pablo Barrientos  |      |
| 5               | Radu Rebeja       | 107e |
| 7               | Piotr Bystrov     |      |
| 9               | Sergueï Semak     | 46e  |
| 21              | Roman Adamov      |      |
| 69              | Héctor Bracamonte | 77e  |
|                 |                   |      |
| Remplaçants :   |                   |      |
| 77              | Stanislav Ivanov  | 46e  |
| 11              | Tomáš Čížek       | 77e  |
| 35              | Dmitri Goloubov   | 107e |
|                 |                   |      |
| Entraîneur :    |                   |      |
| Leonid Sloutski |                   |      |

| ·                 |                       |      |
| Titulaires :      |                       |      |
|                   |                       |      |
| 34                | Eldin Jakupović       |      |
| 4                 | Rodolfo               |      |
| 5                 | Emir Spahić           |      |
| 6                 | Branislav Ivanović    |      |
| 41                | Sergueï Gurenko       |      |
| 69                | Sergueï Iefimov       |      |
| 10                | Dmitri Loskov         |      |
| 20                | Roman Kontsedalov     | 62e  |
| 40                | Aleksandr Samedov     | 110e |
| 63                | Diniyar Bilyaletdinov |      |
| 11                | Dmitri Sytchev        |      |
|                   |                       |      |
| Remplaçants :     |                       |      |
| 9                 | Garry O'Connor        | 62e  |
| 15                | Fininho               | 110e |
|                   |                       |      |
| Entraîneur :      |                       |      |
| Anatoli Bychovets |                       |      |

| ·               |                   |      |
| Titulaires :    |                   |      |
|                 |                   |      |
| 30              | Yuri Zhevnov      |      |
| 2               | Dmitri Godounok   |      |
| 14              | Kirill Nababkine  |      |
| 22              | Oleg Kouzmine     |      |
| 24              | Mariusz Jop       |      |
| 3               | Pablo Barrientos  |      |
| 5               | Radu Rebeja       | 107e |
| 7               | Piotr Bystrov     |      |
| 9               | Sergueï Semak     | 46e  |
| 21              | Roman Adamov      |      |
| 69              | Héctor Bracamonte | 77e  |
|                 |                   |      |
| Remplaçants :   |                   |      |
| 77              | Stanislav Ivanov  | 46e  |
| 11              | Tomáš Čížek       | 77e  |
| 35              | Dmitri Goloubov   | 107e |
|                 |                   |      |
| Entraîneur :    |                   |      |
| Leonid Sloutski |                   |      |

| ·                 |                       |      |
| Titulaires :      |                       |      |
|                   |                       |      |
| 34                | Eldin Jakupović       |      |
| 4                 | Rodolfo               |      |
| 5                 | Emir Spahić           |      |
| 6                 | Branislav Ivanović    |      |
| 41                | Sergueï Gurenko       |      |
| 69                | Sergueï Iefimov       |      |
| 10                | Dmitri Loskov         |      |
| 20                | Roman Kontsedalov     | 62e  |
| 40                | Aleksandr Samedov     | 110e |
| 63                | Diniyar Bilyaletdinov |      |
| 11                | Dmitri Sytchev        |      |
|                   |                       |      |
| Remplaçants :     |                       |      |
| 9                 | Garry O'Connor        | 62e  |
| 15                | Fininho               | 110e |
|                   |                       |      |
| Entraîneur :      |                       |      |
| Anatoli Bychovets |                       |      |